# Кишенькове з'єднання
Кишенькове з'єднання (англ. Pocket-hole joinery, Pocket-screw joinery) — технологія з'єднання деталей при виконанні столярних робіт, що полягає в свердленні отворів в з'єднуваних деталях під кутом (зазвичай 15 градусів) з подальшим з'єднанням саморізами або дерев'яними штифтами на клею.
Для більш точного виконання робіт випускаються кондуктори, які забезпечують фіксацію деталей та направлення свердла.
Технологія започаткована в стародавньому Єгипті.